# Perna (Topuszka)
Perna  falu Horvátországban, Sziszek-Monoszló megyében. Közigazgatásilag Topuszkához tartozik.

## Fekvése
Sziszektől légvonalban 45, közúton 60 km-re délnyugatra, községközpontjától légvonalban 8, közúton 10 km-re nyugatra, az úgynevezett Báni-végvidéken, a Kordun területén, a Petrova gora keleti lejtői alatt, az azonos nevű patak partján, a Topuszkóról Vrginmostra vezető út mellett, Ponikvár és Malicska között fekszik. Főbb településrészei Perna Dolnja és Perna Gornja.

## Története
A település egyes feltételezések szerint az ószláv pogány istenségről Perunról kapra a nevét. Perna vidéke már az ókorban lakott volt. A római uralom előtt illír törzsek lakták a területét. A római korban a falutól keletre Topuszka vidékén feküdt Ad Fines városa, ennek a kornak az emléke az itt talált feliratos kő. A 4. és 5. században a gótok és a longobárdok, a 6. században az avarok és a szlávok, a 9. század elején a frankok foglalták el ezt a területet. A magyarok a 10. században érkeztek meg ebbe a térségbe. Területe a 11. század végétől magyar-horvát királyok uralma alatt volt. 1097-ben a település felett fekvő Petrova gora hegységben vívott csatában győzte le Könyves Kálmán serege Svačić Pétert az utolsó horvát királyt. A hagyomány szerint a hegység neve is az ő emlékét őrzi. A 13. század elején a közeli Topuszkán II. András magyar király cisztercita apátságot alapított.
Perna középkori várának (melyet a korabeli források Perniknek is neveznek) pontos építési ideje nem ismert. Első említése 1225-ben történt. Építése lehet, hogy összefüggésben van a néhány kilométerre keletre fekvő topuszkai Nikolino-hegyen álló várral, mely 1201-ben már állt, de akár illír eredetű is lehet. A 14. század elején került a Šubić család egyik ágának Bribiri Pál fia Jakabnak a  birtokába. A 16. században ezt a vidéket is egyre többször érték török támadások, majd 1556-ban az Oszmán Birodalom több évszázadra megszállta a területét. Perna várát 1558-ban és 1578-ban is lerombolta a török. Ezt követően a bécsi haditanács 1584-ben kivette a várat addigi birtokosai kezéből és őrségét kivonva átengedte a török sereg pusztításának. A karlócai békével ez a terület is felszabadult a török megszállás alól, majd a Katonai határőrvidék része lett. A 17. század végétől a hódoltsági területekről nagy számú szerb lakosság érkezett és telepedett le itt végleg. A várba határőröket helyeztek, de a török ennek ellenére 1717-ben és 1788-ban is elfoglalta és kirabolta. Ezt követően katonai jelentősége megszűnt, elhagyták és sorsára hagyták. Ma már csak romjai láthatók. Köveit az 1950-es években útépítéshez használták. Perna Szűz Mária tiszteletére szentelt plébániatemplomát már 1334-ben említi Ivan goricai főesperes. A katonai közigazgatás idején egyfajta határőrizeti központ volt, kapitányság székhelye, ahol iskola, templom és több más közintézmény volt. Iskoláját 1845-ben alapították és a pernaiak mellett Pecke, Cernipotok, Katinovác, Malicska és Blatusa gyerekei is ide jártak. 1881-ig az oktatás németül is folyt. 1900-tól koedukált iskolaként működött egészen 1941-ig amikor az usztasák felgyújtották..
A katonai közigazgatás 1881-ig tartott. Ezután Zágráb vármegye Vrginmosti járásának része volt. A településnek 1857-ben 1317, 1910-ben 1221 lakosa volt. 1918-ban a Szerb-Horvát-Szlovén Királyság, majd 1929-ben Jugoszlávia része lett. A lakosság  szerb nemzetiségű volt. 1941 és 1945 között a falu a Független Horvát Állam része volt. A szerb lakosságból sokan csatlakoztak a partizán egységekhez. A pernai partizánosztagot 1940 októberében hozták létre. Az 1941. szeptembere és 1942 májusa között eltelt nyolc hónap során az usztasák a falu 385 lakosát gyilkolták meg. Közülük 170 gyermek, a többi nő és idős ember volt. A megtorló akciók során az egész falut templomával és iskolájával együtt lerombolták. További 73 pernai esett el az ellenséggel vívott harcokban. A háború négy éve alatt a harcokban és a megtorlások során 499 pernai lakos esett el, illetve esett áldozatul. A háború összes halálos áldozatainak száma pedig 572 volt. A délszláv háború idején 1991-ben a település lakossága a szerb erőket támogatta. A horvát hadsereg a Vihar hadművelet keretében 1995. augusztus 7-én foglalta el települést. A falut templomával együtt lerombolták. A szerb lakosság elmenekült, de később egy részük visszatért. A háború után elkezdődött az újjáépítés, az élet úgy-ahogy normalizálódott. Az egykor népes településnek 2011-ben már csak 176 lakosa volt.

## Lakosság
| Lakosság változása | Lakosság változása | Lakosság változása | Lakosság változása | Lakosság változása | Lakosság változása | Lakosság változása | Lakosság változása | Lakosság változása | Lakosság változása | Lakosság változása | Lakosság változása | Lakosság változása | Lakosság változása | Lakosság változása | Lakosság változása |
| ------------------ | ------------------ | ------------------ | ------------------ | ------------------ | ------------------ | ------------------ | ------------------ | ------------------ | ------------------ | ------------------ | ------------------ | ------------------ | ------------------ | ------------------ | ------------------ |
| 1857               | 1869               | 1880               | 1890               | 1900               | 1910               | 1921               | 1931               | 1948               | 1953               | 1961               | 1971               | 1981               | 1991               | 2001               | 2011               |
| 1.317              | 971                | 925                | 1.060              | 1.128              | 1.221              | 1.198              | 1.241              | 914                | 928                | 904                | 779                | 601                | 471                | 204                | 176                |

## Nevezetességei
- Perna középkori várának maradványai a gornja pernai (Suha Perna) településrész feletti sziklán állnak. 1225-ben említik először. A 14. századtól a Šubićok egyik ágának, a pernai grófoknak a  birtoka. A fennmaradt rajzok alapján külső és belsővárból álló négyszögletes erődítmény volt. Mind a külső, mind a belső várat fal vette körül, melyet hengeres és négyzetes tornyok erősítettek. A külső várba egy különálló kaputornyon keresztül, egy létrán át lehetett bejutni, majd egy újabb létra vezetett a lakótorony bejáratáig.[6]
- Perna középkori plébániatemplomának maradványa. A pernai Szűz Mária plébániatemplom a goricai főesperességhez tartozott. 1334-ben Ivan goricai főesperes említi meg. A 16. században a török rombolta le.
- Szűz Mária mennybevétele tiszteletére szentelt szerb pravoszláv templomát 1789-ben építették, 1886-ban megújították. 1941-ben az usztasák a faluval együtt felgyújtották. Ezt követően még újjáépítették, de 1995-ben a faluba bevonuló horvát csapatok lerombolták. Azóta rom.
- Sokolovići településrészen hagyományos népi építésű lakóház található. A ház mellett több melléképület is  áll, amelyek közül az egyikben kovácsműhely működött. A ház, mely a 21-es szám alatt található 1891-ben épült. Az építés évét a ház földszintjén lévő teherhordó fagerendára írták. A ház hosszúkás, téglalap alaprajzú, az udvari homlokzat közepén kiugró résszel. Alapjai kőből, falai masszív tölgy deszkákból épültek, amelyek az ún. „hrvatsi vugel” technikával kapcsolódtak egymáshoz. Tervezésével, kivitelezésével és felhasznált anyagaival a hagyományosan épített ház a környékbeli népi építészet egyik legértékesebb példája.[7]
- Vízimalom a Perna-patakon.
- Ókori feliratos kő
- A nemzeti felszabadító háború áldozatainak emlékműve.